# كارولين إيشلر
مارغريت كارولين إيشلر (ولدت عام 1808 أو 1809؛ توفيت في 6 سبتمبر 1843 في برلين) مخترعة وصانعة أدوات ومصممة أطراف صناعية ألمانية. كانت أول امرأة في بروسيا تحصل على براءة اختراع (لاختراعها طرف الساق الاصطناعي) واخترعت أيضًا أول طرف اصطناعي عملي حديث لليد.

## سيرتها الذاتية
ولدت كارولين إيشلر إما عام 1808 أو 1809، على الأرجح في نوردهاوزن أو برلين، وكانت الابنة الثالثة للرسام يوهان غوتليب إيشلر. في تلك الأيام، كانت الشابات يحرمن عادة من فرص التعليم العالي أو التدريب المهني، وعلى الرغم من عدم العثور على وثائق تصف دراستها، غير أن عملها يدل على معرفة بالفيزياء والميكانيكا التقنية. عملت إيشلر نحو عام 1826 مربية، وعملت لاحقًا كممرضة.

## حياتها
أثناء عملها كممرضة، اندهشت إيشلر من بؤس مبتوري الأطراف وقالت «وجدت نفسي متأثرة بشكل خاص عندما لاحظت، في سياق عملي في التمريض، الآلام المتعددة التي يعانيها أشخاص تعساء كهؤلاء. (...) لذلك سعيت نحو فكرة (...) اختراع وتمثيل آلة قادرة على جعل الخسارة المتكبدة في ساق الشخص المعني أقل حساسية وضررًا».

في عام 1832، صممت إيشلر وركبت ساقًا اصطناعية مع مفصل الركبة، وحصلت على براءة اختراع لمدة 10 سنوات في 23 نوفمبر 1833، وهي أول امرأة في بروسيا تحصل على براءة اختراع. (حتى اختراع إيشلر، كان الطرف الاصطناعي للساق صلبًا؛ «قدم ثابتة، وهي قطعة خشب ثابتة مربوطة بالجذع، شائع الاستخدام. كان يركبه النجارون والحدادون والسراجون.») حصلت أيضًا على براءات اختراع في الإمبراطورية الروسية، وفي 13 يناير 1835، في مملكة بافاريا أيضًا. سمحت لها براءة اختراع الساق والقدم بأن تكون المصنعة والبائعة الحصرية للطرف الاصطناعي لمدة عشر سنوات:
«تمنح كارولين إيشلر غير المتزوجة نفسها في 23 نوفمبر 1833 لعشر سنوات متتالية، (...)، وصالحة في النطاق الكامل للدولة البروسية: على تكوينها بالكامل للساق الاصطناعية الجديدة والمعترف بها بشكل خاص لاستبدال الجزء العلوي والسفلي من الساق» تقارير Allgemeine Preussische Staats-Zeitung المنشورة في1 ديسمبر 1833.
أعلنت إيشلر عن الساق الاصطناعية وقدمتها في نص منشور ذاتيًا، أعلنت فيه بفخر أن تصميمها قد اجتاز الفحص الذي أجراه يوهان فريدريش ديفنباخ، رئيس قسم الجراحة في مستشفى شاريت يوت في برلين، الذي أبلغ عن الاستخدام الناجح للطرف الاصطناعي على أحد مرضاه و «أشاد صراحة بالتصميم».
واصلت تطويرها للأطراف الاصطناعية، وصممت واحدة أخرى لليد الاصطناعية، والتي حصلت أيضًا على براءة اختراع بروسية في 24 نوفمبر 1836. كان هذا أول طرف اصطناعي مسجل قابل للاستخدام يعمل بالطاقة الذاتية. أسست إيشلر بعد ذلك تجارة في برلين من خلال تصنيع الأطراف الاصطناعية.
في 30 أكتوبر 1837، تزوجت كارولين إيشلر من رجل يصغرها بسبع سنوات، وهو الميكانيكي فريدريك إدوارد كارل كراوس من بيليفيلد. طلقته في وقت لاحق ولكن، حتى بعد الطلاق، «ابتزها كراوس مرارًا وتكرارًا مقابل المال». في مساء يوم 6 سبتمبر 1843، جاء كراوس إلى شقة إيشلر في برلين مرة أخرى، طالبًا المال، حدث بينهما عندها جدال، وقتلها كراوس، وفقَا للتقرير الجنائي، بطرف مدبب. توفيت عن عمر يناهز 34 عامًا.